# كريستيان كوكس
كريستيان كوكس (بالإنجليزية: Kristian Cox)‏ (28 سبتمبر 1992 ببرمنغهام في المملكة المتحدة - ) هو لاعب كرة قدم بريطاني في مركز الهجوم. لعب مع بورت فايل ونادي هايد إف سي وIlkeston F.C. ‏ وNew Mills A.F.C. ‏ وGresley Rovers F.C. ‏.

## وصلات خارجية
- كريستيان كوكس على موقع قاعدة بيانات كرة القدم.إي يو (الإنجليزية)
- كريستيان كوكس على موقع Soccerbase.com (لاعب) (الإنجليزية)